# Fevereiro (canção)
"Fevereiro" é uma canção da cantora brasileira Daniela Araújo, lançada em fevereiro de 2015 como o primeiro single do álbum Doze, lançado em janeiro de 2017.[carece de fontes?]
A canção estreou o projeto 'Eu Componho com Daniela Araújo', em que a cantora escreveu músicas a cada mês de 2015 conforme temas sugeridos pelos fãs e internautas. Em fevereiro, o público sugeriu o tema humildade, pelo qual Daniela, juntamente com o irmão Jorginho Araújo, escreveu a música.
A composição, escrita por Daniela Araújo e Jorginho Araújo, foi arranjada pelos músicos. Os teclados e loops foram gravados por Jorginho. Musicalmente, a música tem influências do indie pop.

## Faixas
1. "Fevereiro" - 4:05

## Ficha técnica
Lista-se abaixo os profissionais envolvidos na produção de "Janeiro", de acordo com o encarte do disco.
- Daniela Araújo - vocais, composição, produção musical, arranjo
- Jorginho Araújo - produção musical, composição, arranjos, teclados, programações
- João Carlos Mesquita (Cuba) – mixagem
- David Lee – masterização